# Guarabira
Guarabira è un comune del Brasile nello Stato del Paraíba, parte della mesoregione dell'Agreste Paraibano e della microregione di Guarabira.
È il maggiore centro dell'entroterra della Paraíba.

## Monumenti e luoghi d'interesse

### Architetture religiose
- Santuário Memorial Frei Damião, dedicato al missionario cappuccino Damiano da Bozzano